# 후카호리 슌페이
후카호리 슌페이(일본어: 深堀 隼平, 1998년 6월 29일~)는 일본의 축구 선수이다.

## 구단 경력
그는 2017년 J2리그의 나고야 그램퍼스에 입단했다. 2017년 J2리그 3위를 기록하여 J1리그로 승격했다. 2020년 J2리그의 미토 홀리호크로 이적했다. 2021년까지 32경기에 출전하여, 6득점을 넣었다. 2021년 7월 J3리그의 FC 기후로 이적했다. 2022년 J2리그의 더스파구사쓰 군마로 이적했다. 그 후 에히메 FC와 이와테 그루자 모리오카에서 뛰었다.